# Carcass
Carcass – brytyjski zespół grający death metal/goregrind, utworzony w 1985 r. przez gitarzystę ówczesnego zespołu hardcore punk Disattack - Billa Steera (który od 1987 do 1989 udzielał się, oraz był członkiem Napalm Death)- razem z perkusistą Kenem Owenem. Zespół powstał w Liverpoolu. Na ich pierwszej taśmie demo, Sanjiv nagrał partie wokalne. W 1987 roku, basista i wokalista Jeffrey Walker, z grupy Electro Hippies, dołączył do ich składu. Carcass jest uważany przez wielu za jeden z najbardziej wpływowych i utalentowanych zespołów na scenie deathmetalowej.
Według danych z 2003 roku wydawnictwa zespołu w samych Stanach Zjednoczonych sprzedały się w nakładzie 220 734 egzemplarzy.

## Historia
Zespół skupił się na tematach głównie wiążących się z obszarem medycznym i dziwacznych połączeniach medycznego wyposażenia i substancji chemicznych z ludzką anatomią. To nagromadzenie profesjonalnych terminów pozwalało fałszywie uwierzyć, że jeden albo więcej członków zespołu studiował medycynę. W rzeczywistości siostra Jeffa Walkera studiowała pielęgniarstwo, od której to Jeff pożyczał specjalistyczne słowniki medyczne, przydatne przy pisaniu tekstów do Carcass. Są też dowody by przypuszczać, że to nagromadzenie brutalnych i szokujących tekstów było metodą namawiania na wegetarianizm (na przykład Exhume To Consume).
Zacząwszy karierę jako zespół goregrind, Carcass stopniowo zmienił muzykę i teksty. Rozpoczynając od Necroticism – Descanting the Insalubrious, słuchacz ma do czynienia z muzyką bardzo ciężką, brudną a zarazem bardzo techniczną. Ich najlepiej znany album, Heartwork, był w dużej mierze pozbawiony krwawych tekstów czemu towarzyszyła zmiana stylu, na czysty, bardziej melodyjny dźwięk choć zachowane zostały sporadyczne ciężkie naleciałości.
Po wydaniu płyty Heartwork część starych fanów uważała bardziej rozwinięta muzykę za dowód komercji i przestała interesować się zespołem. Większość jednak z dużym entuzjazmem odbierała nowe brzmienia i materiał ten został bardzo ciepło przyjęty i potraktowany jako rozwinięcie death metalu. Faktycznie, Carcass miał bardzo duży wpływ nie tylko na nurt grindcore, ale i na bardziej melodyjną odmianę death metalu. Michael Amott opuścił zespół wkrótce po nagraniu Heartwork i na krótki okres został zastąpiony przez Mike’a Hickeya, na którego miejsce przyszedł Carlo Regadas. Brzmienie zespołu porównywane było w tym czasie z nurtem późnego thrash metalu lat 80. Carcass rozpadł się po wydaniu płyty Swansong, który tym razem pociągnął za sobą znaczną krytykę ze strony fanów ze względu na jeszcze bardziej melodyjne riffy i brak drapieżnych tekstów.
Ken, Jeff i Carlo kontynuowali działalność pod szyldem Blackstar, gdzie towarzyszył im basista Cathedral, Mark Griffits. Blackstar (później Blackstar Rising) zawiesił działalność gdy Ken doznał krwotoku mózgu. Michael Amott obecnie współtworzy Spiritual Beggars i Arch Enemy. Bill Steer, po odejściu z Carcass, założył swój własny zespół Firebird, inspirowany rockiem lat 70. 
W 2007 roku grupa wznowiła działalność koncertową (m.in. wystąpiła na festiwalu Wacken Open Air w 2008 roku, w 2010 na Graspop Metal Meeting w Belgii, w 2013 w Londynie, São Paulo, Santiago na Metal Fest i w Tilburgu na Deathfestcie). 
Z początkiem 2013 roku, zespół zapowiedział wydanie nowego albumu w składzie: Steer, Walker i Wilding, który ostatecznie ukazał się we wrześniu 2013 r. pt. Surgical Steel.

## Muzycy
| - Bill Steer – śpiew, gitara (1985-1995, 2007-) - Jeffrey Walker – śpiew, gitara basowa (1987-1995, 2007-) - Daniel Wilding - perkusja (2012-) - Tom Draper – gitara (2018–) | - Michael Amott – gitara (1990-1993, 2007-2012) - Daniel Erlandsson – perkusja (2007-2012) - Ken Owen – perkusja, śpiew (1985-1995) - Mike Hickey – gitara (1993-1994) - Carlo Regadas – gitara (1994-1995) - Sanjiv – śpiew (1987) - Ben Ash – gitara (2013–2018) |

## Dyskografia

### Albumy studyjne
| 1988                           | Reek of Putrefaction - Data: lipiec 1988 - Wydawca: Earache Records                               | —  | —  | —  | —  | —  | —  | —  | —   |
| 1989                           | Symphonies of Sickness - Data: 4 listopada 1989 - Wydawca: Earache Records                        | —  | —  | —  | —  | —  | —  | —  | —   |
| 1991                           | Necroticism – Descanting the Insalubrious - Data: 30 października 1991 - Wydawca: Earache Records | —  | —  | —  | —  | —  | —  | —  | —   |
| 1993                           | Heartwork - Data: 18 października 1993 - Wydawca: Earache Records                                 | —  | —  | —  | —  | —  | —  | —  | 222 |
| 1996                           | Swansong - Data: 10 czerwca 1996 - Wydawca: Earache Records                                       | —  | 33 | —  | —  | —  | —  | —  | 72  |
| 2013                           | Surgical Steel - Data: 13 września 2013 - Wydawca: Nuclear Blast                                  | 73 | 6  | 42 | 44 | 24 | 82 | 10 | 36  |
| 2021                           | Torn Arteries - Data: 17 września 2021 - Wydawca: Nuclear Blast                                   | —  | 7  | —  | 19 | 12 | —  | 9  | 29  |
| "—" pozycja nie była notowana. |                                                                                                   |    |    |    |    |    |    |    |     |

### Minialbumy
| Rok  | Tytuł                                                                      |
| ---- | -------------------------------------------------------------------------- |
| 1989 | The Peel Sessions - Data: 2 stycznia 1989 - Wydawca: Strange Fruit         |
| 1990 | Live Bradford 15-11-1989 - Data: 1990 - Wydawca: Distorted Harmony Records |
| 1992 | Tools of the Trade - Data: 23 czerwca 1992 - Wydawca: Earache Records      |
| 1993 | The Heartwork - Data: 1993 - Wydawca: Earache Records                      |

### Kompilacje
| Rok  | Tytuł                            |
| ---- | -------------------------------- |
| 1996 | Wake Up and Smell the... Carcass |
| 1998 | Best of Carcass                  |
| 2004 | Choice Cuts                      |

### Dema
| Rok  | Tytuł                             |
| ---- | --------------------------------- |
| 1987 | Flesh Ripping Sonic Torment       |
| 1988 | Symphonies of Sickness            |
| 1993 | Pre-Heartwork Parr Street Demos   |
| 1995 | Keep on Rotting in the Free World |

## Wideografia
| Rok  | Tytuł                                                                                |
| ---- | ------------------------------------------------------------------------------------ |
| 1996 | Wake Up and Smell the Carcass (VHS) - Data: listopad 1996 - Wydawca: Earache Records |

## Teledyski
| Rok  | Tytuł                               | Reżyseria       | Album                                    | Źródło |
| ---- | ----------------------------------- | --------------- | ---------------------------------------- | ------ |
| 1991 | „Corporal Jigsore Quandary”         | Howard Garfield | Necroticism: Descanting the Insalubrious | [ 24 ] |
| 1991 | „Incarnate Solvent Abuse”           | Steve Mallet    | Necroticism: Descanting the Insalubrious | [ 24 ] |
| 1993 | „Heartwork”                         | Tony Kunewalder | Heartwork                                | [ 24 ] |
| 1993 | „No Love Lost”                      | John Moule      | Heartwork                                | [ 24 ] |
| 1995 | „Keep on Rotting in the Free World” | Jan Russell     | Swansong                                 | [ 24 ] |